# پاریس ادوت
پاریس ادوت (انگلیسی: Paris Adot؛ زادهٔ ۲۶ فوریهٔ ۱۹۹۰) بازیکن فوتبال اهل اسپانیا است.
از باشگاه‌هایی که در آن بازی کرده‌است می‌توان به باشگاه فوتبال میراندس، باشگاه فوتبال رئال مورسیا، باشگاه فوتبال سابادل، باشگاه فوتبال آلکورکون، و باشگاه فوتبال پومفرادینا اشاره کرد.